# Buitenhof

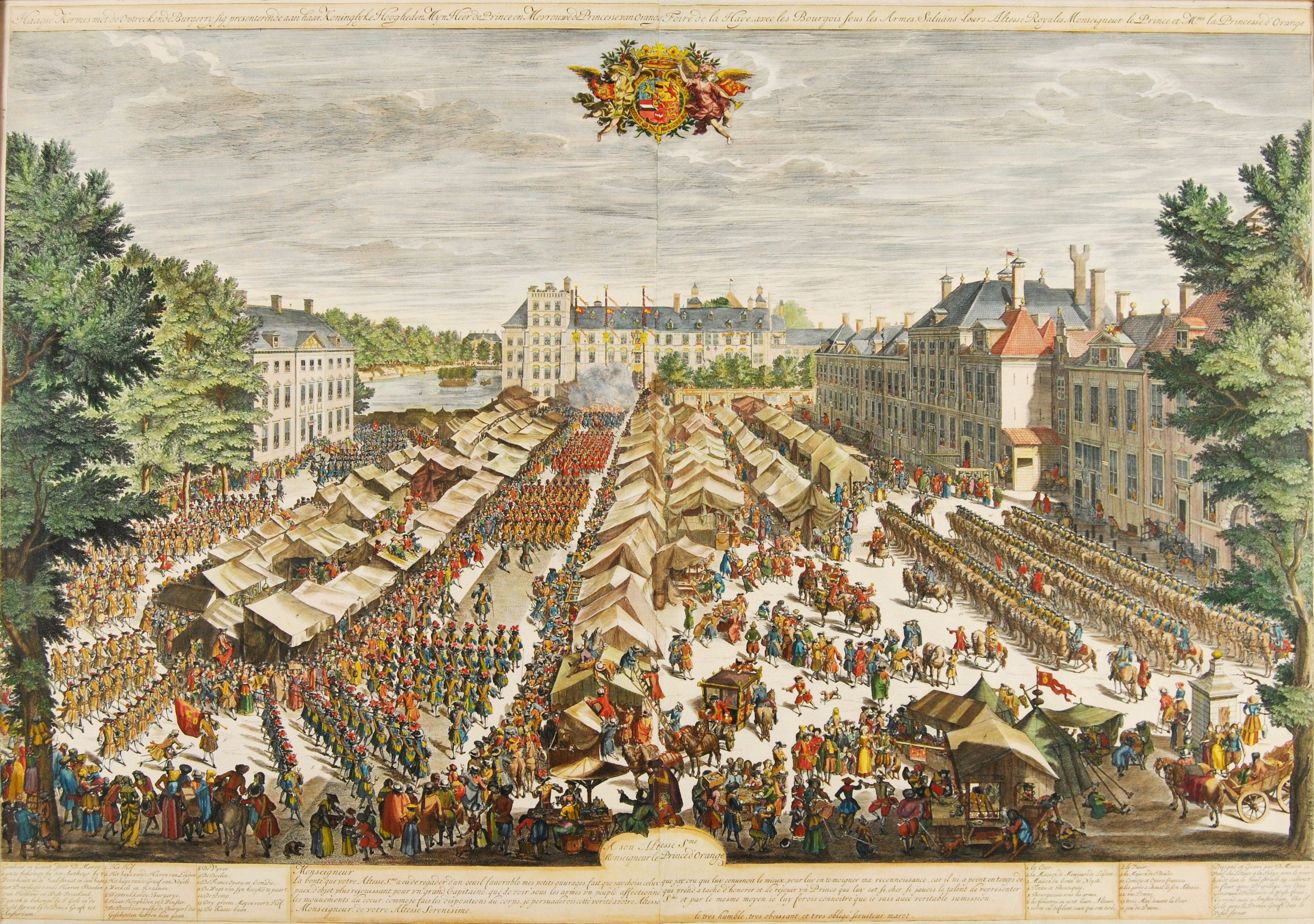
Fiera sul Buitenhof nel 1686.

Il Buitenhof (in lingua olandese bœytənɦɔf), Cortile esterno) è una piazza de L'Aia nei Paesi Bassi, adiacente al Binnenhof (Cortile interno) e allo stagno Hofvijver. Si trova nella lista dei 100 siti patrimonio olandesi.

## Storia

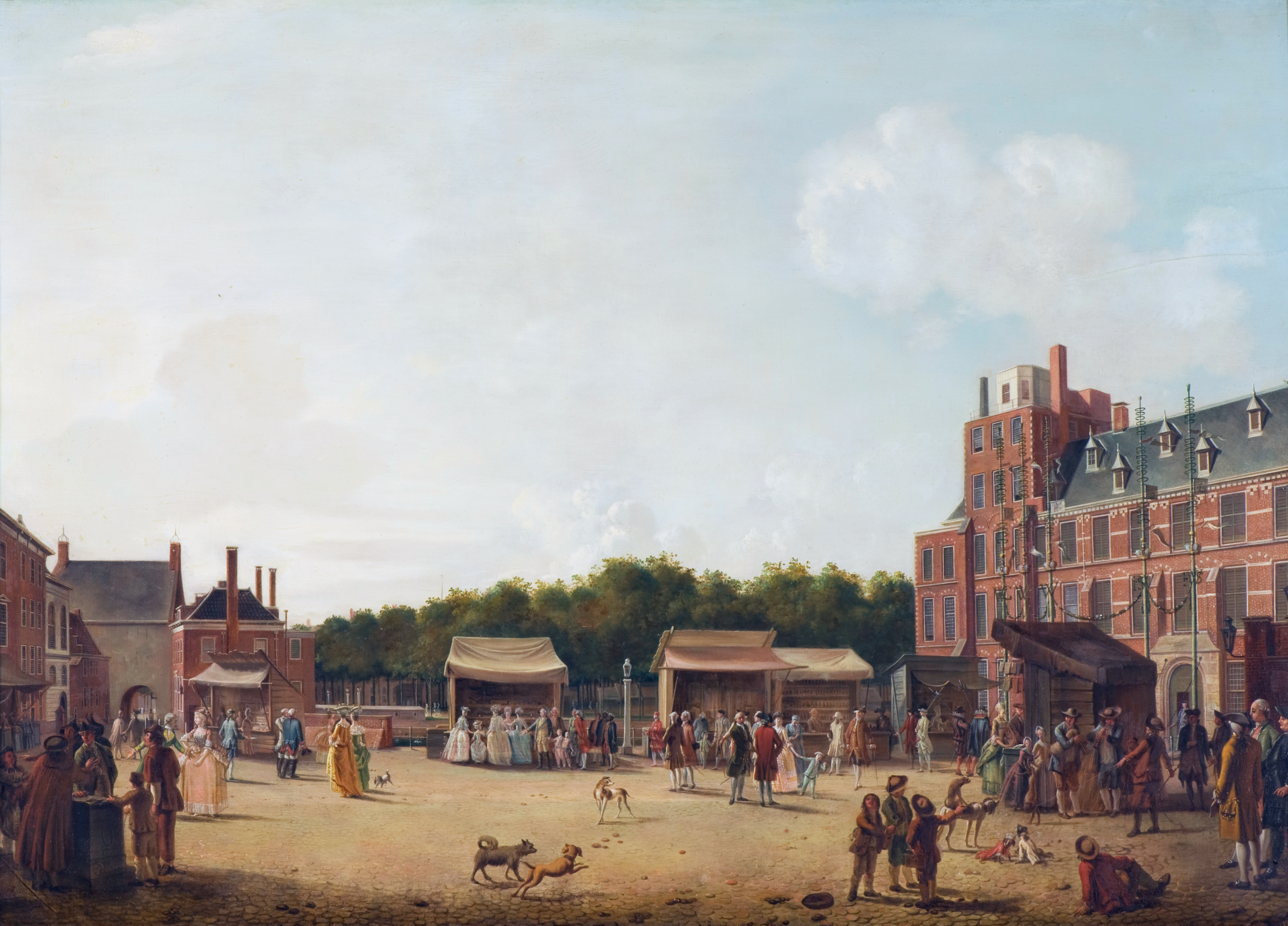
Guglielmo V di Orange-Nassau e la sua famiglia in visita al Buitenhof nel 1781.

La piazza ebbe origine nel XIII secolo, durante la costruzione del Binnenhof. Era piena di case e stalle e, durante il regno di Alberto I di Baviera era dotata anche di uno zoo. Lo zoo esponeva per lo più falchi e altri rapaci che erano utilizzati per la caccia. Più tardi vennero inseriti anche dei cani. Il Buitenhof venne poi circondato con un fossato nel XV secolo. Le persone che non appartenevano alla corte, vivevano al di fuori della piazza, intorno al Plaats e alla Korte Voorhout oltre che lungo l'Hofvijver. L'unico ingresso alla piazza era la Gevangenpoort (Porta della prigione). Un secondo ingresso venne realizzato nel 1814 con la costruzione del Gravenstraat. Nel 1923, le case tra la porta e l'Hofvijver vennero demolite dietro il parere dell'architetto Hendrik Petrus Berlage. Questo creò maggiore spazio necessario all'aumento del traffico che doveva transitare per la porta.

## Edifici importanti

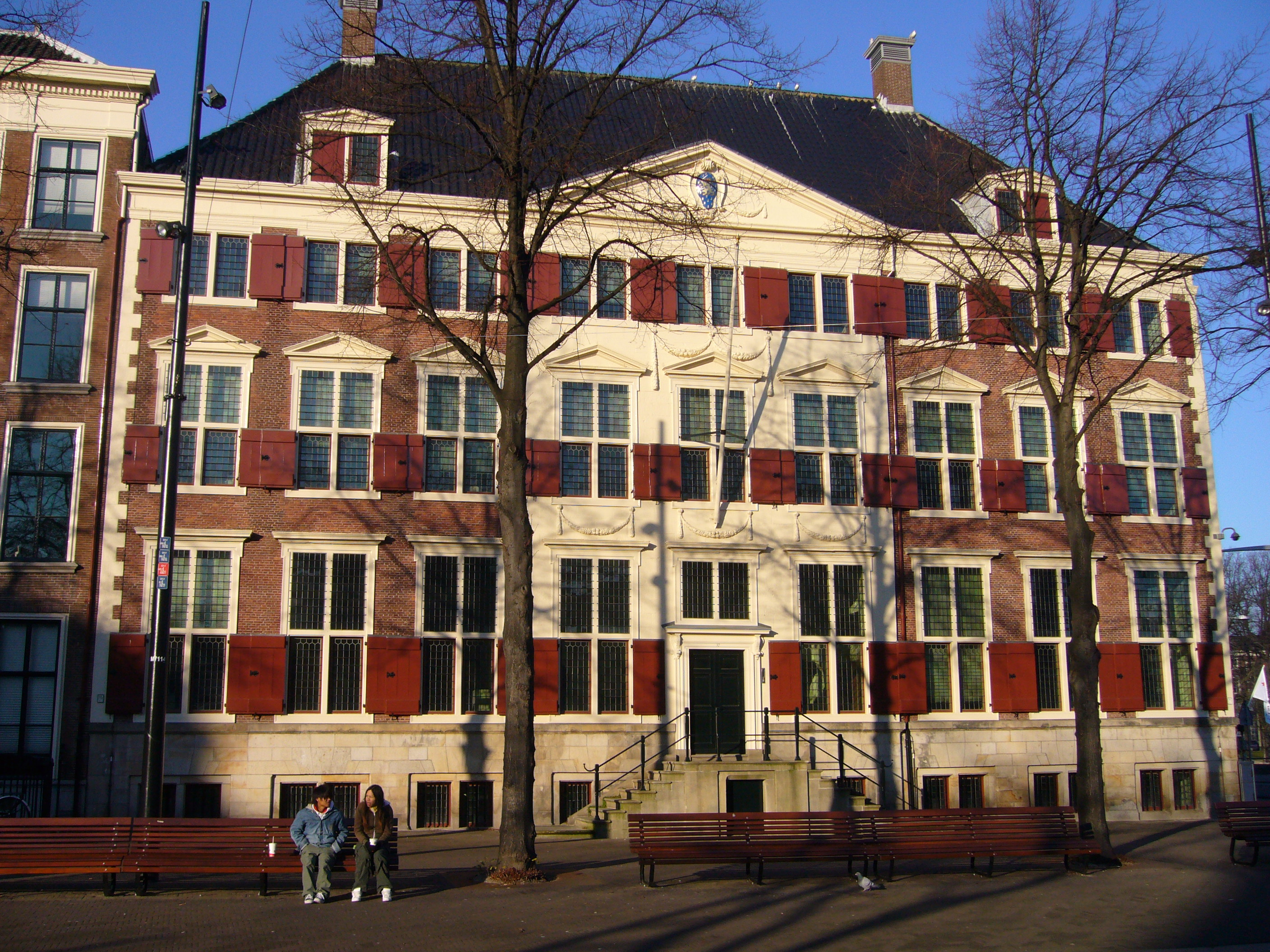
Vijverhof, numero 37.

- L'edificio al numero 19 venne costruito nella seconda metà del XVIII secolo come edificio principale della guarnigione. Fu restaurato dal 1897 al 1900, quando divenne un ufficio di polizia. Attualmente è occupato da un ristorante.
- L'edificio al numero 20 venne costruito nel 1904 come un ristorante dal nome "Entre Deux Villes". Nel 1935 divenne un cinema che successivamente divenne una sala cinematografica della Pathé.
- L'edificio al numero 22 è il Besognekamer, oggi una società di bridge. IL piano terra è occupato da un ristorante della catena McDonald's.
- L'edificio al numero 33 è il Gevangenpoort, usato come prigione dal 1420 al 1828.
- L'edificio al numero 34 venne costruito nel 1467. Nel XIX secolo venne usato come parcheggio delle carrozze di corte, fino a quando non venne sostituito dal Royal Stables nel 1877.
- L'edificio al numero 37 è noto oggi come Vijverhof. Venne ricostruito da De Lussanet de la Sablonière nel 1972 e ristrutturato nuovamente nel 2005-2007. L'edificio viene usato come pertinenza della Camera dei Rappresentanti.
- L'edificio al numero 38 è dal 1872 il Cadastre.
- Gli edifici ai numeri 39-42 sono trecase del XVII secolo, oggi occupate dall'hotel a quattro stelle Corona.